# Horst Wagner (Radsportler)
Horst Wagner (* 1. November 1947 in Magdeburg) ist ein ehemaliger deutscher Radrennfahrer und zweifacher DDR-Meister.

## Sportliche Laufbahn
Horst Wagner begann zunächst 1961 mit dem Radsport als Tourenfahrer. Sein erstes Rennen bestritt er im Rahmen des Tribüne Bergpreises 1961 und gewann das Rennen auf Anhieb. Danach trat er 1962 der BSG Turbine Magdeburg bei. Von seinem Vater Willi Wagner, der selbst in Magdeburg als Radsportler aktiv war, erhielt er jede Unterstützung, um Radsport auch leistungsorientiert zu betreiben. In der A-Jugend gelangen ihm etliche Erfolge, nach einem starken Rennen während der Harzrundfahrt, bei der er bester BSG-Fahrer wurde, sprach ihn der Leipziger Trainer Otto Busse auf einen Wechsel zum SC DHfK Leipzig an. Im Januar 1966 vollzog er den Wechsel zum Sportclub, wo er zunächst in der Leistungsklasse III startete und sieben Siege errang. Als Mitglied des SC DHfK Leipzig trainierte er an der Seite von Ex-Weltmeister Bernhard Eckstein und dem Gewinner der Internationalen Friedensfahrt 1963 Klaus Ampler.
Sein Trainer in dieser Anfangszeit war der Ex-Weltmeister Gustav Adolf „Täve“ Schur. Er erzielte so gute Ergebnisse bei Straßenrennen, dass er 1967 in die oberste Leistungsklasse im DDR-Radsport aufstieg. Bei seinem ersten Start in der DDR-Rundfahrt belegte er Platz 2 in der Wertung des besten Nachwuchsfahrers (Gesamtwertung Platz 44). In der ČSSR gewann er sein erstes Rennen im Ausland bei einer kleineren Etappenfahrt in Trenčín. 1968 folgte ein beachtenswerter 15. Platz bei der DDR-Rundfahrt. 1969 erhielt er die erste Berufung in die Nationalmannschaft der DDR zur Algerien-Rundfahrt, die er als 12. beendete. Im Sommer gewann er mit seinem Club gemeinsam mit Bernd Knispel, Klaus Ampler und Dieter Mickein die DDR-Meisterschaft im Mannschaftszeitfahren. Für die UCI-Weltmeisterschaft im belgischen Zolder wurde er als Ersatzfahrer für die Zeitfahrmannschaft nominiert und startete im Einzelrennen, schied aber aus. Mit dem Start bei der Bulgarien-Rundfahrt folgte eine weitere Berufung in die Nationalmannschaft zum Ende der Saison.
1970 konnte das Team des SC DHfK Leipzig den Titel im Mannschaftszeitfahren in Lübben in der Besetzung Wagner, Knispel, Michael Schiffner und Manfred Dähne verteidigen. Bei der von Michael Schiffner gewonnenen DDR-Meisterschaft im Kriterium 1971 holte sich Wagner die Bronzemedaille. 1971 war er im Kandidatenkreis für die Internationale Friedensfahrt, konnte sich in der Qualifikation aber wie auch 1972 nicht durchsetzen.
1972 erreichte er die Silbermedaille bei den Meisterschaften im Mannschaftszeitfahren. Mit Platz 5 bei der Polen-Rundfahrt holte er ein beachtliches Ergebnis in der Gesamtwertung. 1974 wurde vom Leipziger Trainerrat entschieden, dass Horst Wagner künftig seinen Leistungsschwerpunkt auf der Bahn haben sollte. Auch hier konnte er einen DDR-Meistertitel verbuchen, in dem er mit Klaus-Dieter Greil das Zweier-Mannschaftsfahren vor den langjährigen Bahnspezialisten gewann. Nachdem er als Ersatzmann für die Bahnweltmeisterschaft nominiert, aber dann doch nicht mitfahren durfte, entschied er sich, den Sportclub zum Saisonende zu verlassen.

## Berufliches
Wagner absolvierte in seiner Heimatstadt Magdeburg eine Lehre als Dreher. Nach seinem Wechsel zum Sportclub nach Leipzig erhielt er eine Arbeitsstelle in einem Leipziger Metallbetrieb zugewiesen. Nach Beendigung der Leistungssportlerlaufbahn arbeitete Wagner in einem Landmaschinenbaubetrieb in Torgau als Dreher.

## Familiäres
Wagner hat zwei Schwestern und einen Bruder. Noch während seiner Laufbahn zog er mit seiner Familie nach Torgau an der Elbe.